# Obscuriphantes
Genre
Obscuriphantes est un genre d'araignées aranéomorphes de la famille des Linyphiidae.

## Distribution
Les espèces de ce genre se rencontrent en zone paléarctique.

## Liste des espèces
Selon World Spider Catalog (version 16.5, 7/11/2015) :
- Obscuriphantes bacelarae (Schenkel, 1938)
- Obscuriphantes obscurus (Blackwall, 1841)
- Obscuriphantes pseudoobscurus (Marusik, Hippa & Koponen, 1996)

## Publication originale
- Saaristo & Tanasevitch, 2000 : Systematics of the Bolyphantes-Poeciloneta genus-group of the subfamily Micronetinae Hull, 1920 (Arachnida: Araneae: Linyphiidae). Reichenbachia, vol. 33, p. 255-265.